# Llista de topònims d'Espirà de Conflent
Llista de topònims (noms propis de lloc) d'Espirà de Conflent (Conflent).
Informació actualitzada per un bot. Els canvis manuals es perdran quan s'actualitzi!

## collada
| imatge | Nom                  | Ubicat a                        | instància de | Detalls | coordenades                                                     | Protecció | Commons (més fotos) | Dades a WD                    |
| ------ | -------------------- | ------------------------------- | ------------ | ------- | --------------------------------------------------------------- | --------- | ------------------- | ----------------------------- |
|        | Coll de Marqueixanes | Espirà de Conflent              | collada      |         | 42° 37′ 22″ N, 2° 29′ 17″ E / 42.622875°N,2.487919°E 436.4 msnm |           |                     | Modifica les dades a Wikidata |
|        | Coll de Sant Feliu   | Espirà de Conflent Finestret    | collada      |         | 42° 36′ 53″ N, 2° 30′ 19″ E / 42.614756°N,2.505261°E 397.9 msnm |           |                     | Modifica les dades a Wikidata |
|        | Coll de Valloreres   | Espirà de Conflent Marqueixanes | collada      |         | 42° 38′ 12″ N, 2° 29′ 41″ E / 42.636772°N,2.49465°E 334.4 msnm  |           |                     | Modifica les dades a Wikidata |

## església
| imatge | Nom                              | Ubicat a           | instància de          | Detalls                                             | coordenades                                                     | Protecció                   | Commons (més fotos)                      | Dades a WD                    |
| ------ | -------------------------------- | ------------------ | --------------------- | --------------------------------------------------- | --------------------------------------------------------------- | --------------------------- | ---------------------------------------- | ----------------------------- |
|        | Sant Esteve del Prat             | Espirà de Conflent | església              |                                                     | 42° 36′ 47″ N, 2° 29′ 54″ E / 42.61305833°N,2.4982°E 336.9 msnm |                             |                                          | Modifica les dades a Wikidata |
|        | Santa Maria d'Espirà de Conflent | Espirà de Conflent | església Ús: església | Estil: arquitectura romànica Dedicat a: Verge Maria | 42° 37′ 04″ N, 2° 29′ 54″ E / 42.6179°N,2.49842°E 334.1 msnm    | monument històric catalogat | Église Sainte-Marie d'Espira-de-Conflent | Modifica les dades a Wikidata |

## Misc
| imatge | Nom                                                     | Ubicat a                     | instància de                          | Detalls                      | coordenades                                                                                    | Protecció                   | Commons (més fotos) | Dades a WD                    |
| ------ | ------------------------------------------------------- | ---------------------------- | ------------------------------------- | ---------------------------- | ---------------------------------------------------------------------------------------------- | --------------------------- | ------------------- | ----------------------------- |
|        | Castell d'Espirà de Conflent                            | Espirà de Conflent           | castell                               |                              | 42° 37′ 25″ N, 2° 30′ 00″ E / 42.62355°N,2.5000194444444°E Conflent 318.6 msnm                 |                             |                     | Modifica les dades a Wikidata |
|        | Cellera d'Espirà de Conflent                            | Espirà de Conflent           | sagrera                               | Estil: arquitectura romànica | 42° 37′ 04″ N, 2° 29′ 54″ E / 42.617794°N,2.498201°E 335.6 msnm                                |                             |                     | Modifica les dades a Wikidata |
|        | Puig de Marbet                                          | Espirà de Conflent Finestret | muntanya                              |                              | 42° 36′ 01″ N, 2° 30′ 23″ E / 42.600355555556°N,2.5062583333333°E 723.9 msnm                   |                             |                     | Modifica les dades a Wikidata |
|        | casa de la vila d'Espirà de Conflent                    | Espirà de Conflent           | instal·lació Ús: seu del govern local |                              | 42° 37′ 00″ N, 2° 29′ 51″ E / 42.616649021515°N,2.49762502123804°E fr:66320 ESPIRA-DE-CONFLENT |                             |                     | Modifica les dades a Wikidata |
|        | pica d'aigua beneita a Santa Maria d'Espirà de Conflent | Espirà de Conflent           | pica d'aigua beneita                  |                              | Santa Maria d'Espirà de Conflent                                                               | monument històric catalogat |                     | Modifica les dades a Wikidata |